# RWE Energy
Die RWE Energy AG war eine Zwischenholding (ohne direktes Geschäft mit Endkunden) im RWE-Konzern. In dieser Gesellschaft wurden von 2003 bis 2009 die Aktivitäten rund um den Vertrieb von Strom, Gas und Wasser in den Regionen sowie der Betrieb der dazugehörigen Netze koordiniert. Der Hauptsitz des Unternehmens war Dortmund.

## Geschichte
Die RWE Energy entstand bei der Umstrukturierung des RWE-Konzerns im Oktober 2003. Dabei wurden in ihr im Wesentlichen die Unternehmen RWE Plus (Vertrieb), RWE Net (Netze) und RWE Gas (Gasnetze, -vertrieb) zusammengefasst bzw. in Tochtergesellschaften neu geordnet.
Im Rahmen des Projektes Neue RWE wurde der RWE-Konzern Mitte 2009 erneut umstrukturiert, wobei RWE Energy entfiel.

## Gesellschaften
Zur RWE Energy gehörten folgende Gesellschaften:
- Nord: RWE Westfalen-Weser-Ems
- Mitte: RWE Rhein-Ruhr
- West: VSE AG und KEVAG
- Südwest: Süwag Energie
- Süd: Lechwerke (LEW)
- Ost: Envia Mitteldeutsche Energie

- Österreich: KELAG
- Polen: RWE Stoen (bis 13. Juni 2007 STOEN S.A.), aktuell RWE Polska
- Tschechien: RWE Transgas (die Netzsparte wurde 2013 als Net4Gas verkauft), aktuell RWE Supply & Trading CZ
- Slowakei: VSE
- Ungarn: RWE Energy Hungária
- Niederlande: RWE Energy Nederland

sowie:
- RWE Aqua
- RWE Key Account
- RWE Transportnetz Gas
- RWE Transportnetz Strom